# Черкачева, Наталья
Наталья Черкачева (род. 1 января 1964, Баку) — советская и российская баскетболистка. Финалистка юношеского чемпионата Европы 1983 года. Участница чемпионата Европы 1993 года.

## Биография
В составе сборной СССР стала финалисткой юношеского чемпионата Европы 1983 года, который проходил в Италии.
Летом 1993 года главный тренер сборной России Евгений Гомельский включил Черкачеву в состав команды на чемпионат Европы, который также состоялся в Италии. Наталья Черкачева приняла участие в историческом первом официальном матче сборной России против Франции (53:71). По итогам турнира Россия заняла седьмое место.

## Достижения
- Финалистка юношеского чемпионата Европы: 1983
- Обладатель Кубка Европы ФИБА: 2006